# Parnassia
Parnassia es un género de plantas de la familia Celastraceae, aunque, antiguamente, se clasificó dentro de la familia Saxifragaceae.  Comprende 113 especies descritas y de estas, solo 62 aceptadas.

## Hábitat
Se trata de plantas vivaces de un rizoma que se prolonga horizontalmente casi a ras del suelo, sin profundizar demasiado. Sus hábitats forman parte de ecosistemas alpinos o árticos, siempre en el Hemisferio Norte.

## Descripción
Se trata de plantas fontinales, que crían en rezumaderos, manantiales, orillas de arroyo, suelos higroturbosos, pedregales innivados, etc. Parecen poseer cierta afinidad por el suelo calizo. En concreto, P. palustris suele formar comunidades del tipo Caricetalia nigrae, Tofiedietalia, Molinion coeruleae, Scheuchzerio-Caricetea nigrae, etc.
Su distribución es boreo-subalpina.

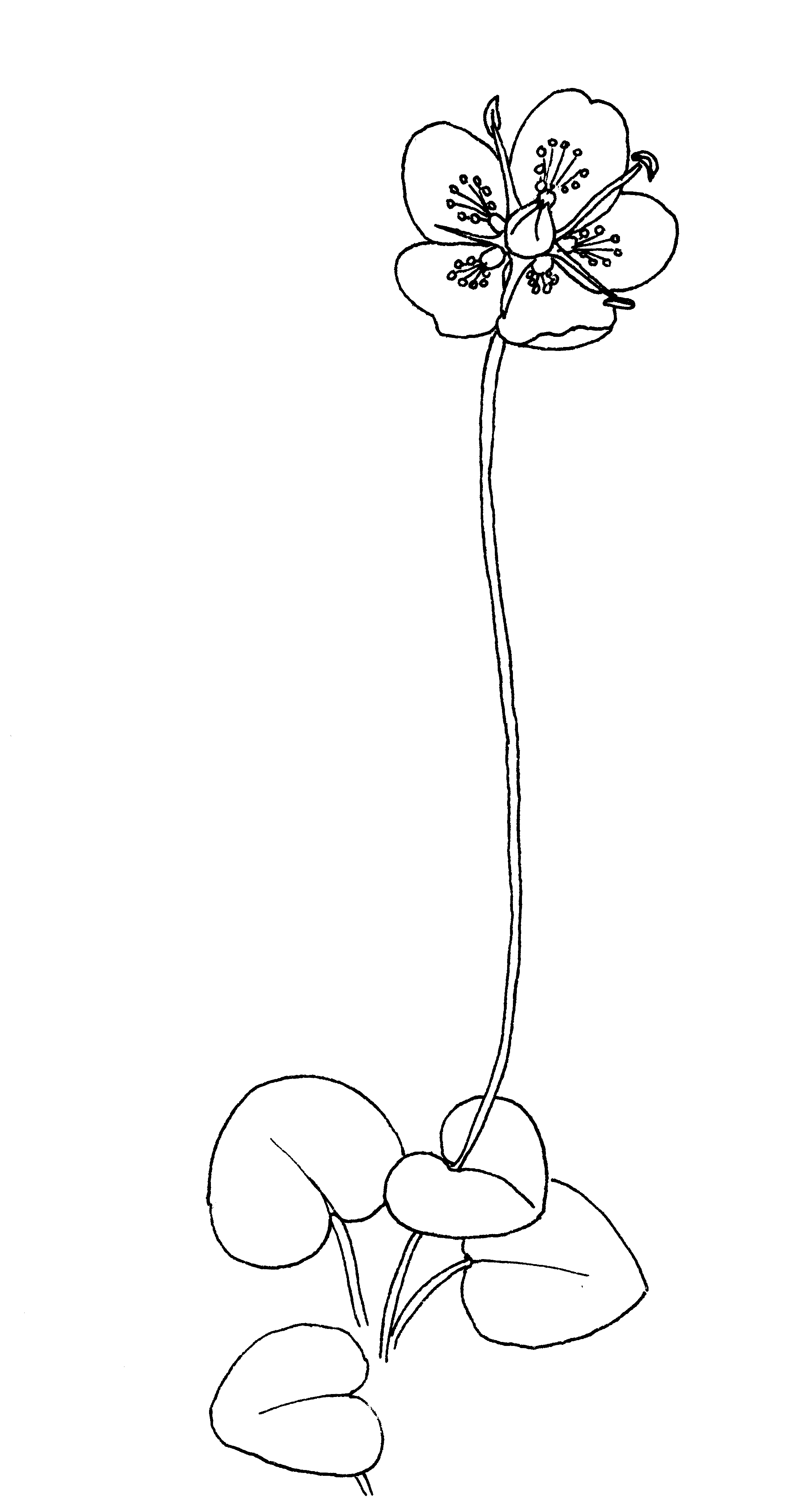
Aspecto del porte de P. palustris.

Sus flores, de color lácteo, poseen característicamente estaminodios.
Las hojas son acorazonadas, glabras.

## Usos
Posee usos como planta medicinal: se le atribuyen cualidades como astringente, cicatrizante y antidiarreico. Para extraer sus principios activos se realiza una cocción de la planta completa, machacada; en el caso de la actividad cicatrizante, se emplea tópicamente en crudo.
En cuanto a su composición química y metabolismo secundario, cabe destacar la presencia de ácido tánico y poco más, ya que faltan análisis completos de esta especie.

## Taxonomía
El género fue descrito por  Carlos Linneo y publicado en Species Plantarum 1: 273. 1753. La especie tipo es: Parnassia palustris L.  
- Sección Allolobos:
  - Parnassia monochorifolia Franch.
  - Parnassia wightiana Wall. ex Wight & Arn.
- Sección Cladoparnassia
  - Parnassia faberi Oliv.

- Sección Fimbripetalum:
  - Parnassia amoena Diels
  - Parnassia fimbriata K.D.Koenig

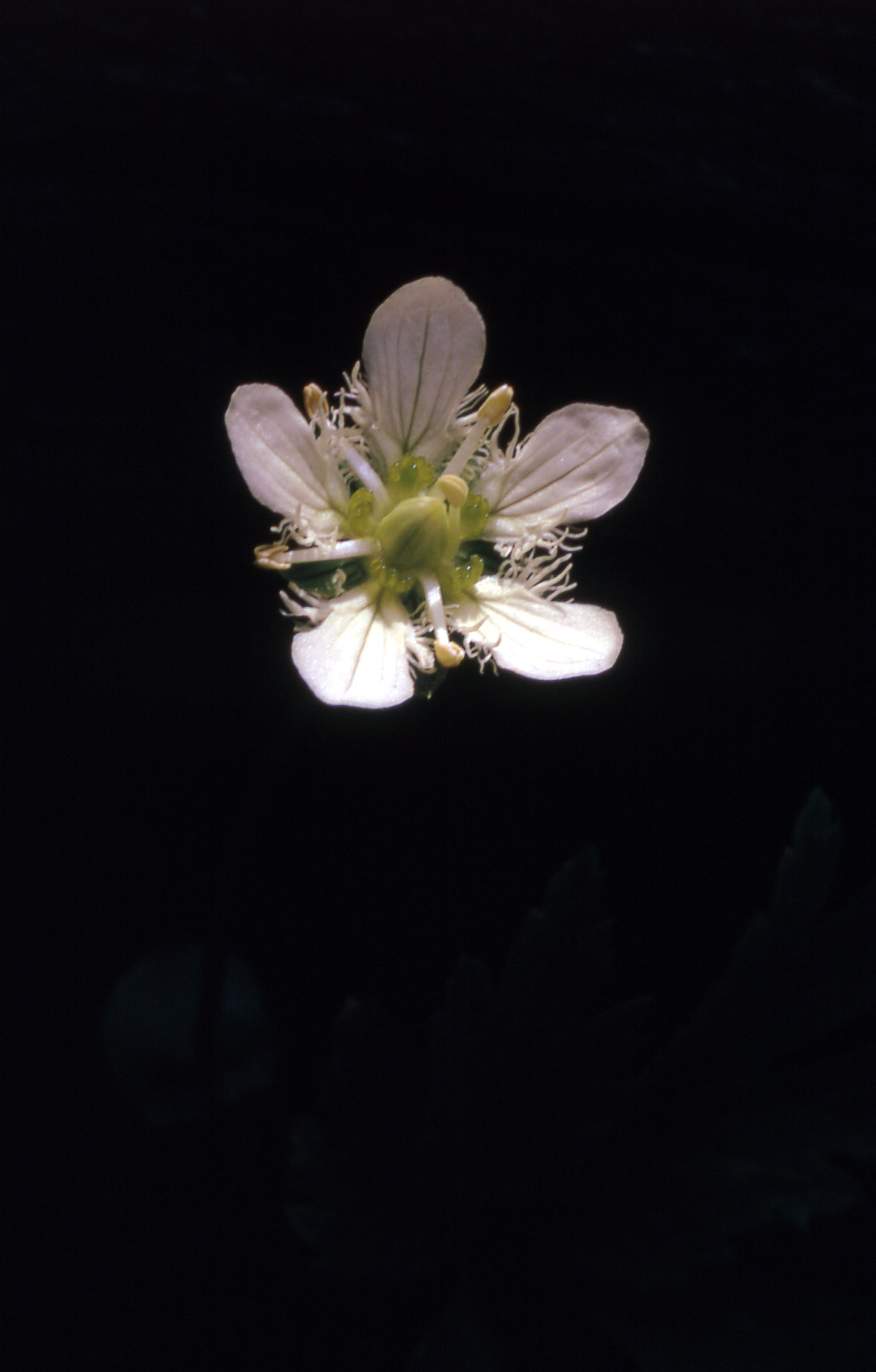
Parnassia fimbriata.

  - Parnassia foliosa Hook. f. et Thoms.
  - Parnassia noemiae Franch.
- Sección Nectarobilobos:
  - Parnassia bifolia Nekrass.
- Sección Nectaroquinquelobos:
  - Parnassia perciliata Diels
- Sección Nectarotrilobos:
  - Parnassia brevistyla (Brieg.) Hand.-Mazz.
  - Parnassia cacuminum Hand.-Mazz.
  - Parnassia chinensis Franch.
  - Parnassia crassifolia Franch.
  - Parnassia delavayi Franch.
  - Parnassia epunctulata J T.Pan
  - Parnassia laxmanni Pall.
  - Parnassia leptophylla Hand.-Mazz.
  - Parnassia lutea Batal.
  - Parnassia mysorensis Heyne ex Wight et Arn.
  - Parnassia nubicola Wall. ex Royle
  - Parnassia oreophila Hance
  - Parnassia pusilla Wall. ex Arn.
  - Parnassia submysorensis J.T.Pan
- Secciónn Odontohymen:
  - Parnassia farreri W.E.Evans
- Sección Parnassia:
  - Parnassia glauca Raf.
  - Sumpf-Herzblatt (Parnassia palustris L. (Syn.: Parnassia parviflora DC.)
- Sección Saxifragastrum:
  - Parnassia longipetala Hand.-Mazz.
  - Parnassia tenella Hook. f. et Thoms.
  - Parnassia yunnanensis Franch.
- Sección Xiphosandra

- - Parnassia alpicola Makino
  - Parnassia angustipetala T.C.Ku
  - Parnassia asarifolia

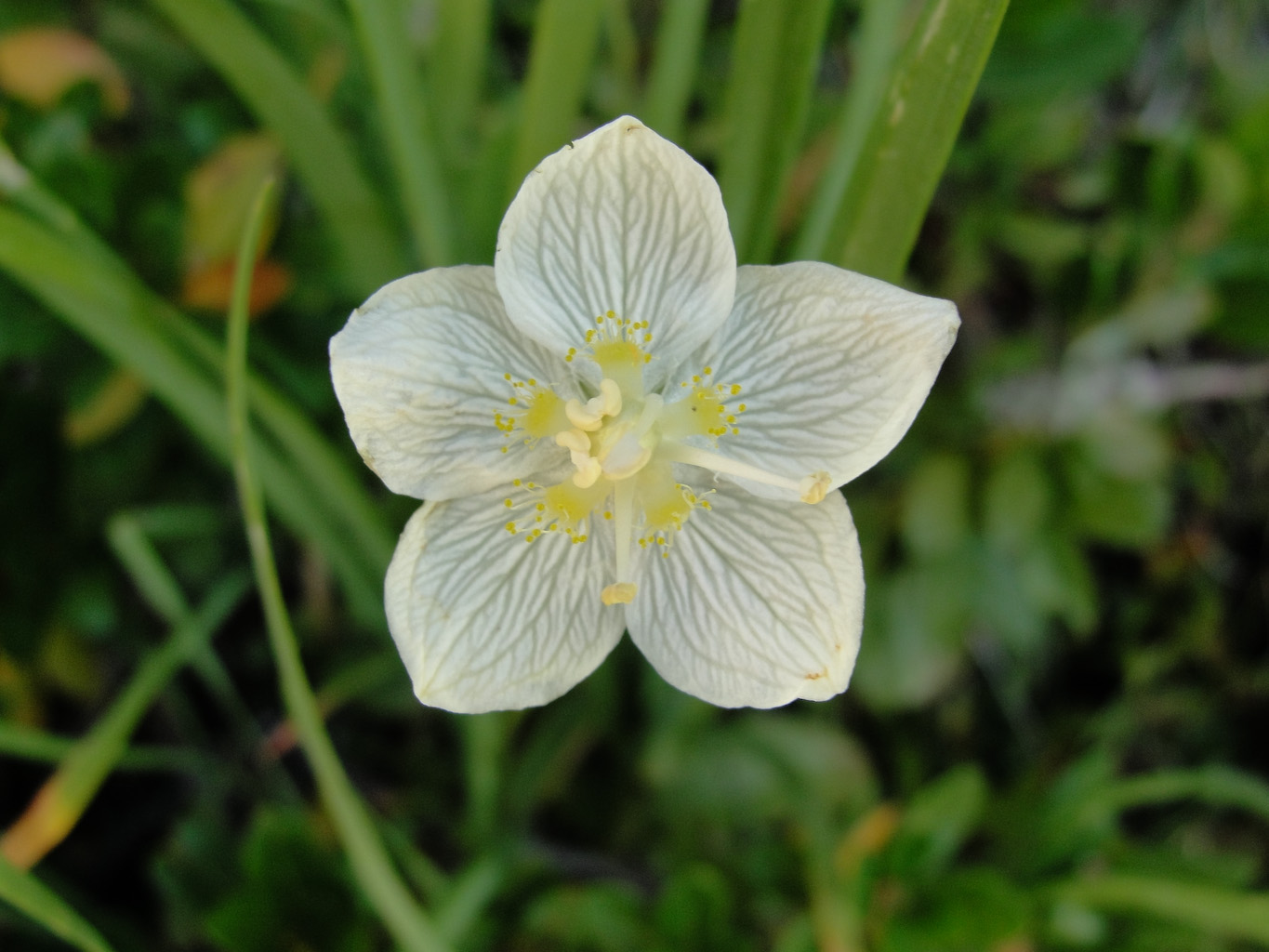
Parnassia californica.

  - Parnassia cabulica Planch. ex Clarke
  - Parnassia caroliniana
  - Parnassia californica
  - Parnassia chengkouensis
  - Parnassia cirrata
  - Parnassia cooperi
  - Parnassia cordata
  - Parnassia davidii
  - Parnassia degeensis
  - Parnassia deqenensis
  - Parnassia dilatata
  - Parnassia esquirolii
  - Parnassia filchneri
  - Parnassia gansuensis
  - Parnassia grandifolia
  - Parnassia guilinensis
  - Parnassia humilis
  - Parnassia kangdingensis
  - Parnassia kotzebuei
  - Parnassia labiata
  - Parnassia lanceolata
  - Parnassia lijiangensis
  - Parnassia longipetaloides J.T.Pan
  - Parnassia longshengensis
  - Parnassia obovata
  - Parnassia omeiensis
  - Parnassia petitmenginii
  - Parnassia qinghaiensis
  - Parnassia rhombipetala
  - Parnassia scaposa
  - Parnassia simaoensis
  - Parnassia subscaposa
  - Parnassia tibetana
  - Parnassia trinervis
  - Parnassia venusta
  - Parnassia viridiflora
  - Parnassia wightiana
  - Parnassia xinganensis
  - Parnassia yanyuanensis
  - Parnassia yiliangensis
  - Parnassia yui
  - Parnassia yulongshanensis T.C.Ku

## Curiosidades
Las flores de Parnassia son el símbolo del clan MacLea, también conocido como el clan Livingstone de las Highlands escocesas; esto se debe a que se dice que era la flor favorita de San Moluag, el misionero irlandés que evangelizó aquellas tierras.